# Angelo Lopeboselli
Angelo Lopeboselli (Gavardo, 10 de abril de 1977) es un ciclista italiano que fue profesional entre 2000 y 2004. Cabe destacar su segundo puesto en el Giro de Lombardía 2003, donde sólo fue superado por Michele Bartoli.

## Palmarés
1998 (como amateur)
- 1 etapa del Giro del Valle de Aosta

1999 (como amateur)
- 2 etapas del Baby Giro

## Resultados en Grandes Vueltas y Campeonatos del Mundo
Durante su carrera deportiva ha conseguido los siguientes puestos en las Grandes Vueltas y en los Campeonatos del Mundo en carretera:
| Carrera         | 2000 | 2001 | 2002 | 2003 | 2004 |
| --------------- | ---- | ---- | ---- | ---- | ---- |
| Giro de Italia  | -    | -    | -    | -    | -    |
| Tour de Francia | -    | -    | -    | -    | -    |
| Vuelta a España | -    | -    | -    | 90.º | -    |
| Mundial en Ruta | -    | -    | -    | -    | -    |

-: no participa

Ab.: abandono